# Theban Mapping Project
Theban Mapping Project o Proyecto de Mapeo Tebano es una expedición arqueológica dedicada al Antiguo Egipto establecida en 1978 por el egiptólogo Dr. Kent R. Weeks en la Universidad de California en Berkeley. 
En 1985, se trasladó a la Universidad Americana de El Cairo, donde permanece su sede. El objetivo original del proyecto fue crear un mapa arqueológico del Valle de los Reyes, que se publicó como el Atlas del Valle de los Reyes en 2000.
Ahora también puede consultarse en línea en la web www.thebanmappingproject.com, donde es actualizado anualmente. Desde 2001, el Proyecto también ha desarrollado un plan de gestión para el Valle de los Reyes, financiado por World Monuments Fund.